# Kvinnor i alla länder...
Kvinnor i alla länder... är en svensk fackbok (delvis med norsk text) från 1974 som utgavs av Gidlunds förlag (ISBN 91-7021-057-8).
Boken är en antologi i vilken olika författare, de flesta medlemmar i Grupp 8, behandlar kvinnans och kvinnokampens villkor i åtta länder i Europa: Sverige (av Britta Stövling), Norge (av Harriet Clayhills, Annemor Kalleberg, Birgit Bjerck, Mai Bente, Bonnevie Hjort, Elisabet Helsing och Gro Hagemann), Danmark (av Annika Nordin), Västtyskland (av Ursula Armbruster), Holland (av Inger Granell), England (av Louise Waldén), Frankrike (av Disa Håstad) och Italien (av Si Felicetti). Dessutom finns ett supplement av Disa Håstad om kvinnor i Östeuropa, vilket ursprungligen skrevs för Dagens Nyheter och publicerades där i december 1973.